# Ratusz w Kamiennej Górze
Ratusz w Kamiennej Górze – zabytkowa, neorenesansowa budowla wzniesiona w latach 1904–1905, stanowi cenny przykład architektury o wysokiej wartości artystycznej i historycznej. Jego powstanie przypada na okres dynamicznego rozwoju gospodarczego miasta, szczególnie w kontekście rozkwitu przemysłu tekstylnego. Realizacja tego obiektu była możliwa dzięki zaangażowaniu ówczesnych władz miejskich, wsparciu hojnych darczyńców oraz talentowi wybitnych artystów śląskich, których twórczość znacząco wpłynęła na kształt architektoniczny i wystrój budowli. Współcześnie ratusz pełni nie tylko funkcję administracyjną jako siedziba władz miejskich, lecz także jest istotnym elementem dziedzictwa kulturowego Kamiennej Góry. 

## Historia

### Stary ratusz
Stary ratusz w Kamiennej Górze został wzniesiony w centralnej części rynku, ponieważ pełnił rolę najważniejszej budowli w mieście. Budowę ratusza z wieżą rozpoczęto dopiero w 1564 roku, choć zgodnie z kroniką, ratusz istniał już w 1535 roku  [sic!] i charakteryzował się trzema szczytami w konstrukcji ryglowej.  
Początkowo, pierwsze piętro ratusza służyło jako siedziba władz miejskich, w tym burmistrza, magistratu, ławników, sądu i rady. W kancelarii ratusza wystawiano oficjalne dokumenty. Ponadto, w budynku znajdowała się duża sala, w której organizowano różnorodne wydarzenia, takie jak zabawy czy wesela. W ratuszu mieściły się również pomieszczenia administracyjne, w tym mieszkanie strażnika, skarbiec, archiwum, więzienie oraz piwnica, która pełniła funkcję wyszynku i była wynajmowana karczmarzom przez miasto. Obok ratusza stał budynek wagi miejskiej, akcyzy oraz królewski urząd podatkowy. Ratusz w Kamiennej Górze spłonął w wyniku pożaru 11 października 1638 roku, podczas którego zniszczeniu uległa także wieża ratuszowa.
Remont wieży ratuszowej rozpoczęto 22 lata po pożarze, 6 sierpnia 1660 roku, a koszt prac wyniósł 1 400 talarów. Aptekarz Christoph Vielhauer udzielił władzom miasta pożyczki w wysokości 320 talarów na ten cel, którą spłacono w 1682 roku. 
Stary ratusz był budowlą dwupiętrową, mierzył 28 metrów długości i 18 metrów szerokości, a jego wieża osiągała wysokość 43 metrów. Do ratusza przylegały liczne zabudowania. Był zbudowany z cegły oraz kamienia. Wieża ratuszowa miała czworoboczną podstawę, która na wysokości 2/3 przybierała formę sześcioboku i była zwieńczona galeryjką. Całość wieży kończył dwudzielny hełm z wiatrowskazem w formie gałki. Ratusz był średniej wielkości budowlą, charakteryzującą się proporcjonalną wieżą, która posiadała kamienną galeryjkę oraz dobrze działający zegar. Wieża, zbudowana w 1661 roku, miała 43 metry wysokości. W 1667 roku E.I. Naso wspominał o remoncie wieży, który miał miejsce kilka lat wcześniej. Przed ratuszem znajdował się budynek Wagi Miejskiej.
W latach 1692–1694 został  powiększony. W roku 1720 ponownie przeprowadzono prace remontowe wieży ratuszowej. W gałce wieży umieszczono miedzianą tabliczkę zawierającą informacje dotyczące wykonawców prac remontowych. W 1732 roku, po zachodniej stronie starego ratusza, wzniesiono nowe budynki oraz siedzibę głównej warty. W 1764 roku odrestaurowano tarczę zegarową wieży ratuszowej. W latach osiemdziesiątych XVIII wieku pomieszczenia ratusza nie uległy zmianom pod względem przeznaczenia. Nadal znajdowała się tam sala magistratu, kancelaria, registratura, mieszkanie dla dzierżawcy piwnicy ratuszowej oraz strażnika pełniącego również funkcję trębacza. W 1780 roku wykonano nowe zwieńczenie wieży ratuszowej, na którym umieszczono nową, pozłoconą gałkę oraz wiatrowskaz. Fundatorem tych elementów był najstarszy mieszczanin Kamiennej Góry, Engemann, mający wówczas 91 lat. Dekarz Franz Anton Flügel ukończył budowę zwieńczenia 24 sierpnia 1780 roku i zamontował gałkę, wiatrowskaz oraz iglicę. Koszt renowacji wieży wynosił 508 talarów i 20 srebrnych groszy. Z kolei bracia Johann Christian Schiller i Christoph Gottfried Schiller z Kamiennej Góry dokonali pozłocenia zwieńczenia wieży 7 września 1780 roku, umieszczając przy gałce wiatrowskaz z nazwą miasta "Landeshut". W czasach pruskich w pobliżu ratusza wzniesiono również urząd królewskiej akcyzy i cła. W dniu 1 września 1810 roku blacharz Pohl przeprowadził kolejny remont wieży ratuszowej. W 1820 roku dokonano jej wzmocnienia poprzez zastosowanie kotew, a w 1822 roku przeprowadzono dalsze prace renowacyjne.
W 1829 roku na murze wieży ratuszowej pojawiła się szeroka rysa, która stopniowo powiększała się. Pęknięcia ściany wieży rozciągały się od fundamentu aż do galeryjki. Od 4 września 1831 roku pęknięcia nadal się powiększały, a 7 września 1831 roku sytuacja stała się krytyczna. Trębacz Hucke, zamieszkujący ratusz, musiał się wyprowadzić, ponieważ jego mieszkanie przylegało do wieży. Przed zawaleniem zegarmistrz Thomas zdołał uratować mechanizm zegara, który następnie zamontował na wieży kościoła św. Piotra i Pawła. Wieża ratuszowa zawaliła się tego samego dnia o godzinie 17:25. Część konstrukcji runęła do wnętrza budynku, co ograniczyło zniszczenia do kilku kramów.
W gałce zwieńczenia wieży odnaleziono dokumenty dotyczące historii ratusza w Kamiennej Górze. Na miedzianej tabliczce z 1720 roku znajdowała się inskrypcja zawierająca nazwiska rzemieślników odpowiedzialnych za wcześniejsze prace: Caspara Asmanna – mistrza murarskiego, cieśli Christopha Illnera, kotlarza Michaela Schneidera oraz malarza wieży George’a Friedricha Kuhnda.
Wieża ratuszowa była symbolem miasta przez 171 lat. W 1844 roku na budynku ratusza wzniesiono sygnaturkę, w której zawieszono mały dzwon z inskrypcją: "Omnes spiritus laude Dominum Halleluja 1639" ("Wszelki duch chwali Pana, Alleluja, 1639"). Na wiatrowskazie sygnaturki znajdowały się daty 1641 oraz 1834.
Po zawaleniu wieży zabudowania ratuszowe przetrwały jeszcze 42 lata, aż do 1873 roku. Wówczas na rynku nadal znajdowało się trzydzieści pięć kramów. Stary ratusz funkcjonował od 1660 do 1873 roku. W 1875 roku rozebrano zarówno ratusz, jak i przyległe budynki, porządkując rynek, który stał się otwartym placem.

### Tymczasowy ratusz
Już w 1874 roku miasto zakupiło barokową kamienicę na rogu dzisiejszych ulic Karola Miarki i Parkowej, która stała się tymczasową siedzibą magistratu na lata 1874–1905. Budynek ten, wzniesiony w 1753 roku przez kupca Johanna Davida Alta, był dwukondygnacyjny, ośmioosiowy, z czterema arkadowymi podcieniami i mansardowym dachem. W 1789 roku nieruchomość nabył fundator Johann Ernst Conrad, a w latach 60. XIX wieku stała się własnością rodziny Semper.
Wzrost liczby mieszkańców Kamiennej Góry w drugiej połowie XIX wieku spowodował wyburzenie Górnej Bramy miejskiej w 1837 roku oraz Dolnej Bramy w 1862 roku. W latach 1808–1900 wzniesiono w mieście 139 nowych kamienic. W 1873 roku Kamienna Góra liczyła około 5 500 mieszkańców, a na początku XX wieku już około 13 000, co wynikało m.in. z przyłączenia Daleszowa Dolnego i Czadrowa Dolnego w 1903 roku.

### Nowy ratusz
Na początku XX wieku Kamienna Góra oraz okoliczne miejscowości, takie jak Daleszów (zamieszkały przez 2713 osób) i Czadrów (1711 mieszkańców), doświadczały dynamicznego rozwoju przemysłowego. Wzrost liczby ludności Kamiennej Góry z 8241 do 12 665 osób skłonił władze miejskie do podjęcia decyzji o budowie nowego ratusza. Większość mieszkańców opowiadała się za wzniesieniem nowej siedziby w miejscu starego ratusza, lecz ostatecznie wybrano plac budowlany w pobliżu Górnej Bramy miejskiej.
Na terenie przeznaczonym pod budowę znajdowały się liczne zniszczone budynki, położone przy Górnej Bramie oraz przy ulicy Wałowej (obecnie ulica Wojska Polskiego). W ramach przygotowań do inwestycji przeprowadzono ich wyburzenie oraz uporządkowanie terenu. Po zakończeniu tych prac działka położona poza obrębem rynku została uznana za odpowiednią do realizacji przedsięwzięcia. Jej lokalizacja przy głównej arterii miasta oraz w bezpośrednim sąsiedztwie istotnych instytucji, takich jak poczta, bank, sąd i Urząd Powiatu, czyniła ją atrakcyjnym miejscem na nową siedzibę władz miejskich.
12 sierpnia 1902 roku władze Kamiennej Góry podjęły decyzję o zakupie działki pod budowę ratusza. Dwa dni później, 14 sierpnia 1902 roku, dokonano zakupu placu należącego do stolarza Kriegela, położonego przy Górnej Bramie miejskiej, za kwotę 40 000 marek. W styczniu 1903 roku rozpoczęto przygotowania do realizacji inwestycji, a 14 kwietnia 1903 roku, podczas dziewiątego posiedzenia komisji do spraw budowy ratusza, pod przewodnictwem burmistrza Richarda Burkhardta, podjęto ostateczną decyzję o rozpoczęciu prac.
Na realizację inwestycji przeznaczono 246 500 marek. Spośród zgłoszonych projektów architektonicznych, 3 marca 1904 roku wybrano i zatwierdzono koncepcję autorstwa architektów Richarda Gaze oraz Alfreda Böttchera z Wrocławia. Szczególnie Richard Gaze aktywnie współpracował z władzami miasta, konsultując detale architektoniczne, w tym rysunki i szkice dekoracyjne budynku. Kierownikiem budowy mianowano architekta miejskiego Wilhelma Fischa, który w okresie urzędowania burmistrza Burkhardta nadzorował liczne inwestycje budowlane w mieście. Prace budowlane prowadził mistrz murarski Weiner, będący również właścicielem dużego sklepu z materiałami budowlanymi w Kamiennej Górze.
Rozpoczęcie budowy nowego ratusza nastąpiło 18 kwietnia 1903 roku, gdy przystąpiono do kopania fundamentów o głębokości sześciu metrów. Wydarzenie to zostało odnotowane w czasopiśmie "Ostdeutsche Bauzeitung" w 1904 roku, co świadczy o znaczeniu tej inwestycji dla rozwoju miasta.
Kamień węgielny pod budowę nowego ratusza w ówczesnym Landeshut został uroczyście położony 23 czerwca 1904 roku o godzinie 15:30. W ceremonii uczestniczyły władze miejskie, jednak nie zaproszono gości spoza miasta. Z tej okazji wydano specjalną publikację pt. Fest-Programm Einweihung des neuen Rathauses zu Landeshut, w której zawarto szczegółowy opis wydarzenia. Podczas uroczystości burmistrz, uderzając młotkiem w kamień węgielny, wypowiedział tradycyjną formułę: Gott gebe Segen dem Bau, Frieden dem Reiche und Wohlfahrt der Stadt („Niech Bóg błogosławi budowie, pokój królestwu i pomyślność miastu”).
Latem oraz późną jesienią 1904 roku kontynuowano prace budowlane, wznosząc gmach ratusza w stanie surowym do połowy wysokości wieży. Koszt całej inwestycji wyniósł 250 000 marek, z czego znaczną część stanowiły fundusze pochodzące od darczyńców. W 1905 roku ukończono budowę wieży, a jej hełm pokryto blachą miedzianą. W tym samym czasie zamontowano zegar o numerze seryjnym 14921, wykonany przez przedsiębiorstwo Albert Eppner & Co z Srebrnej Góry (Silberberg). Następnie przystąpiono do wznoszenia głównego portalu oraz konstrukcji zadaszenia. 
Nowy ratusz ukończono w 1905 roku. Uroczyste poświęcenie budynku odbyło się 30 listopada tego samego roku. W trakcie ceremonii podziękowano licznym darczyńcom, którzy przyczynili się do wzbogacenia wystroju ratusza. W uznaniu zasług radca miejski Paul Methner został odznaczony Orderem Czerwonego Orła IV klasy, natomiast sekretarz miasta Weiß otrzymał Order Korony IV klasy. Po oficjalnych uroczystościach odbyło się przyjęcie w hotelu Zum Raben.
Wśród fundatorów elementów dekoracyjnych i wyposażenia ratusza znaleźli się:
- Paul Methner, przewodniczący rady miejskiej – ufundował witraże do sali rajców,
- Joseph Prerauer, właściciel fabryki obuwia – przekazał okazały kominek do sali rajców,
- Richard Burkhardt, burmistrz miasta – podarował popiersie cesarza wykonane z brązu,
- radny Klahr – ofiarował dzwonek dla przewodniczącego prezydium rady,
- radny Frahne – przekazał do sali magistratu olejny portret pary cesarskiej oraz dywan,
- radny Hamburger, właściciel fabryki tekstylnej – ufundował meble do sali magistratu[9],
- radny Frahne – przekazał do sali magistratu olejny portret pary cesarskiej,
- Radny Hamburger, właściciel fabryki tekstylnej – ufundował meble do sali magistratu,
- lekarz Neetzke – sfinansował wykonanie okazałego przybornika do pisania na biurko,
- E. Kallinich – osobiście wykonał i ufundował rzeźbiony w drewnie herb miasta, który umieszczono na obudowie zegara,
- kupiec Hiersemenzel – ufundował efektowny witraż umieszczony na klatce schodowej ratusza,
- fotograf Böttcher – 11 stycznia 1904 roku wykonał zdjęcie cesarza podczas uroczystości zaślubin hrabianki ze Stolberg i przekazał je do zbiorów ratusza,
- właściciel fabryki tekstylnej w Kamiennej Górze, Hermann Rinkel – ufundował fryz narracyjny na fasadzie ratusza, upamiętniający bohaterską obronę miasta przed husytami w 1426 roku,
- kupiec Wiener – sfinansował wykonanie i instalację latarni przy głównym wejściu do ratusza,
- burmistrz Richard Burkhardt – napisał publikację z okazji poświęcenia ratusza, którą na własny koszt wydał drukarz Armin Werner,
- stolarze Heinrich Hauswalt, Martin Kimbel i Heinrich Kuveke – wykonali we Wrocławiu panele, stropy kasetonowe oraz meble do najważniejszych pomieszczeń ratusza[10].

Decyzją wojewódzkiego konserwatora zabytków z dnia 28 czerwca 1977 roku ratusz został wpisany do rejestru zabytków.
Pierwsza publikacja o ratuszu, wydana z okazji poświęcenia nowej siedziby władz miejskich, podaje informacje o początkowym przeznaczeniu pomieszczeń w ratuszu. Na parterze znajdowały się: biuro meldunkowe, kasa miejska, skarbiec, biuro podatkowe, dwa zapasowe biura, korytarz, boczne schody prowadzące do pomieszczenia strażnika i aresztu, pomieszczenia dla administracji policji, pomieszczenie socjalne, kotłownia, skład na węgiel, archiwum oraz toaleta.
Na pierwszym piętrze mieściła się sala obrad władz miejskich z garderobą, sala posiedzeń magistratu, gabinet burmistrza z przedpokojem i sekretariat. Po prawej stronie znajdowały się biura urzędu stanu cywilnego. Wzdłuż korytarza były biura sekretarza miasta, kancelarii, opieki społecznej, urzędów budowlanego i stanu cywilnego, biuro architekta miejskiego oraz trzy zapasowe pomieszczenia biurowe. Na poddaszu znajdowały się archiwum i magazyny. Burmistrz miał swoje mieszkanie w ratuszu.

#### Renowacja
W 2012 roku przeprowadzono kompleksową renowację budynku w ramach projektu Przebudowa i dostosowanie do potrzeb osób niepełnosprawnych neorenesansowego budynku Ratusza Miejskiego w Kamiennej Górze. Inicjatorem renowacji zabytkowego ratusza był burmistrz Krzysztof Świątek, a prace zrealizowała firma Henryka Komorowskiego ROKOM z Ptaszkowa. Ratusz został odnowiony zgodnie z zasadami sztuki konserwatorskiej, z zachowaniem najwyższej staranności i kunsztu. Prace konserwatorskie pozwoliły na przywrócenie pierwotnego blasku architektury, a nowoczesne oświetlenie dodatkowo eksponuje jej walory po zmroku.

## Galeria

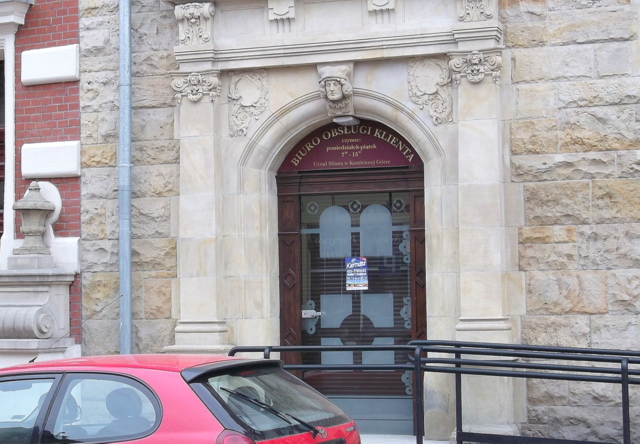
Wejście do Biura Obsługi Klienta
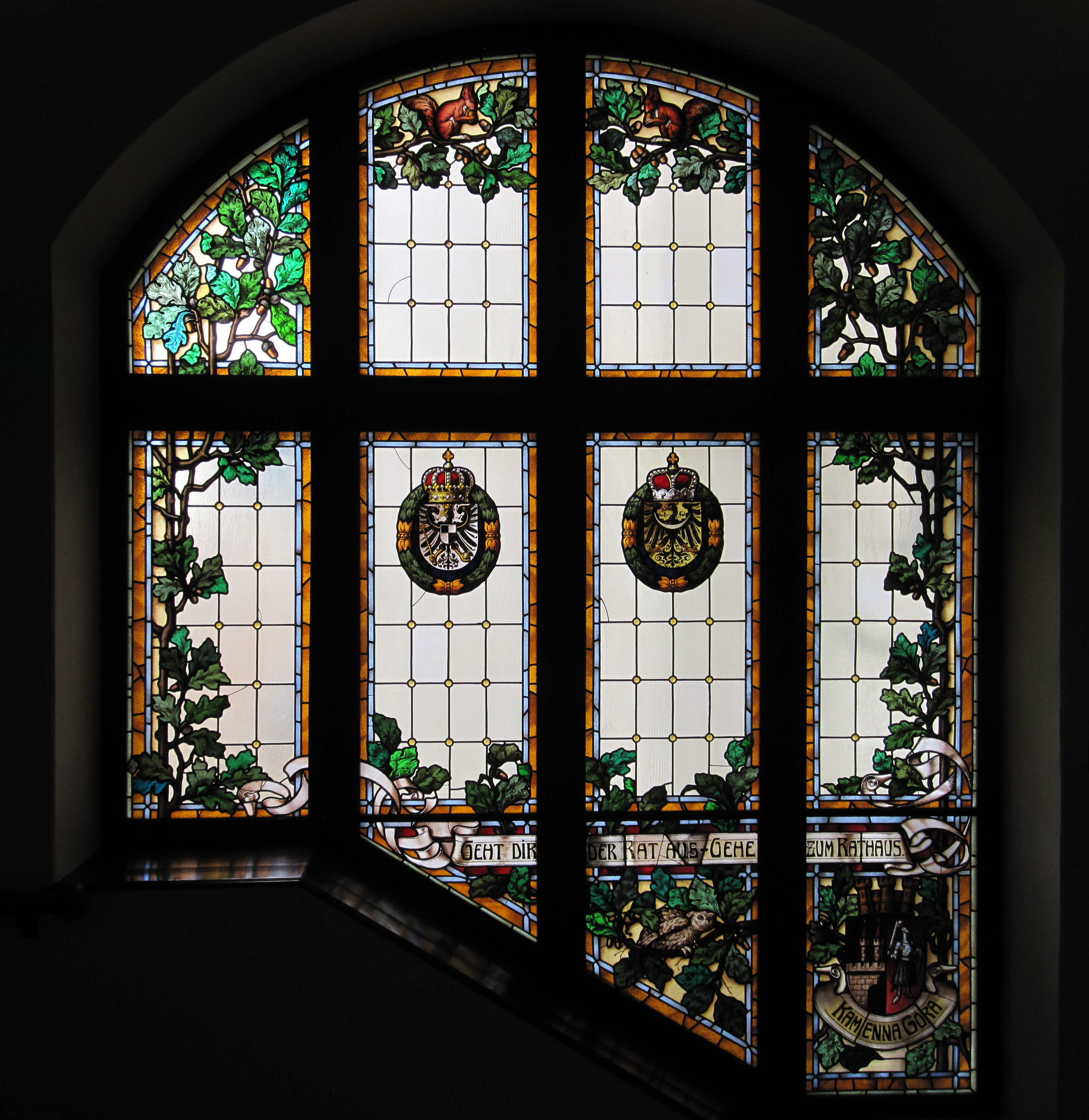
Witraż w holu ratusza
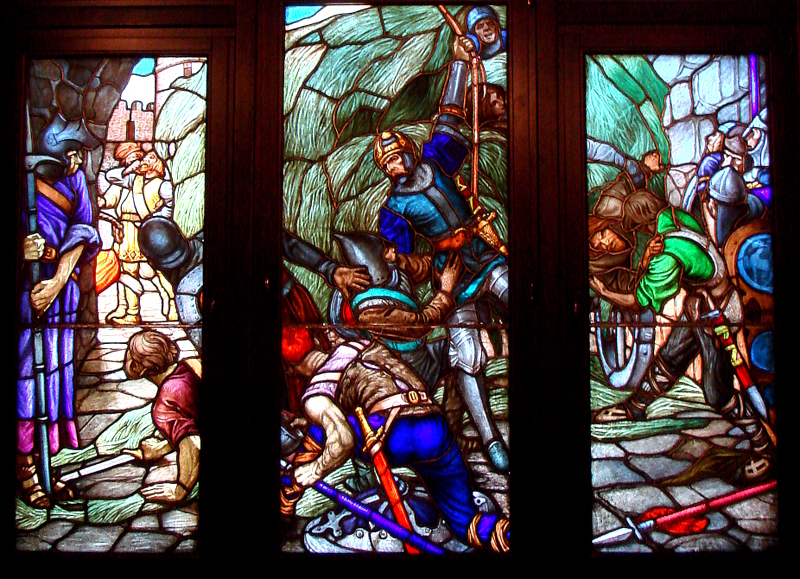
Witraż w sali rajców miejskich
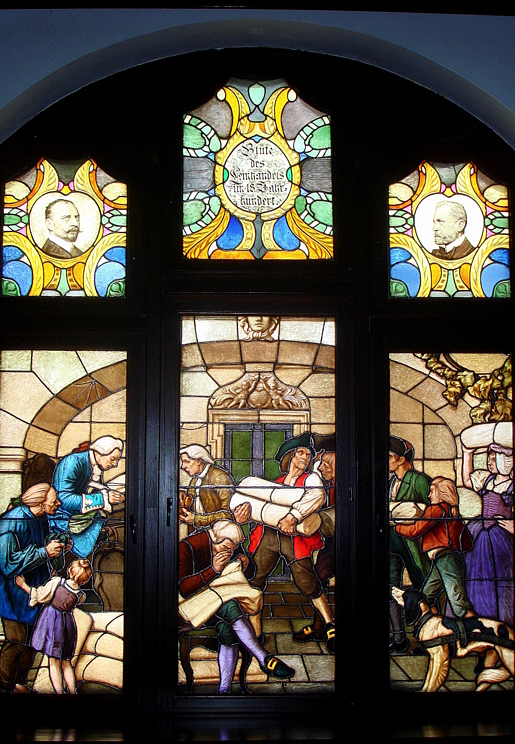
Witraż w sali rajców miejskich, "Handel tkaninami lnianymi"
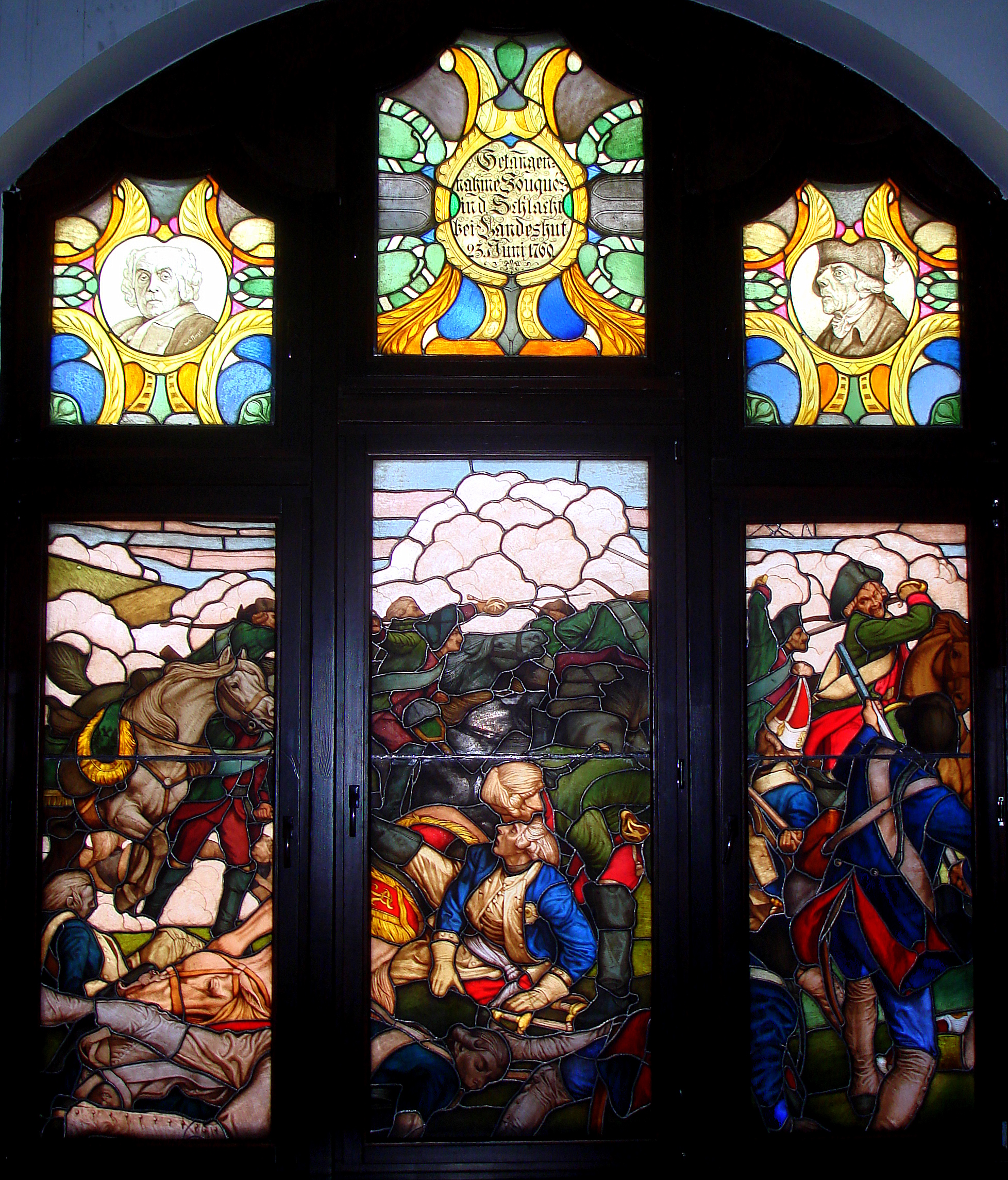
Witraż - tzw. Pruskie Termopile (pojmanie gen. Fouqué)
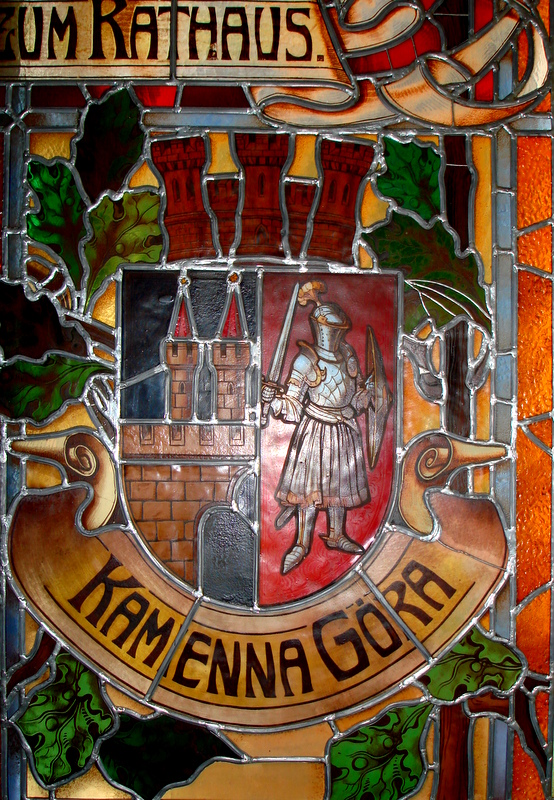
Herb miasta na witrażu w holu ratusza
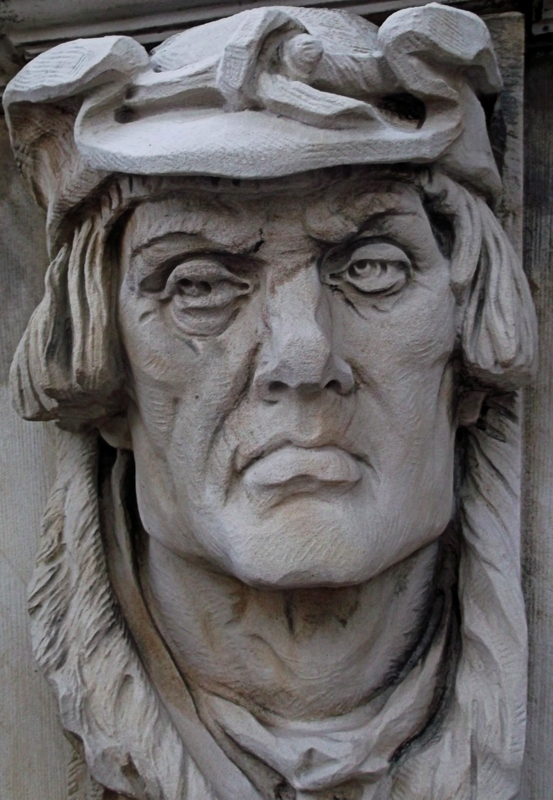
Detal na fasadzie ratusza
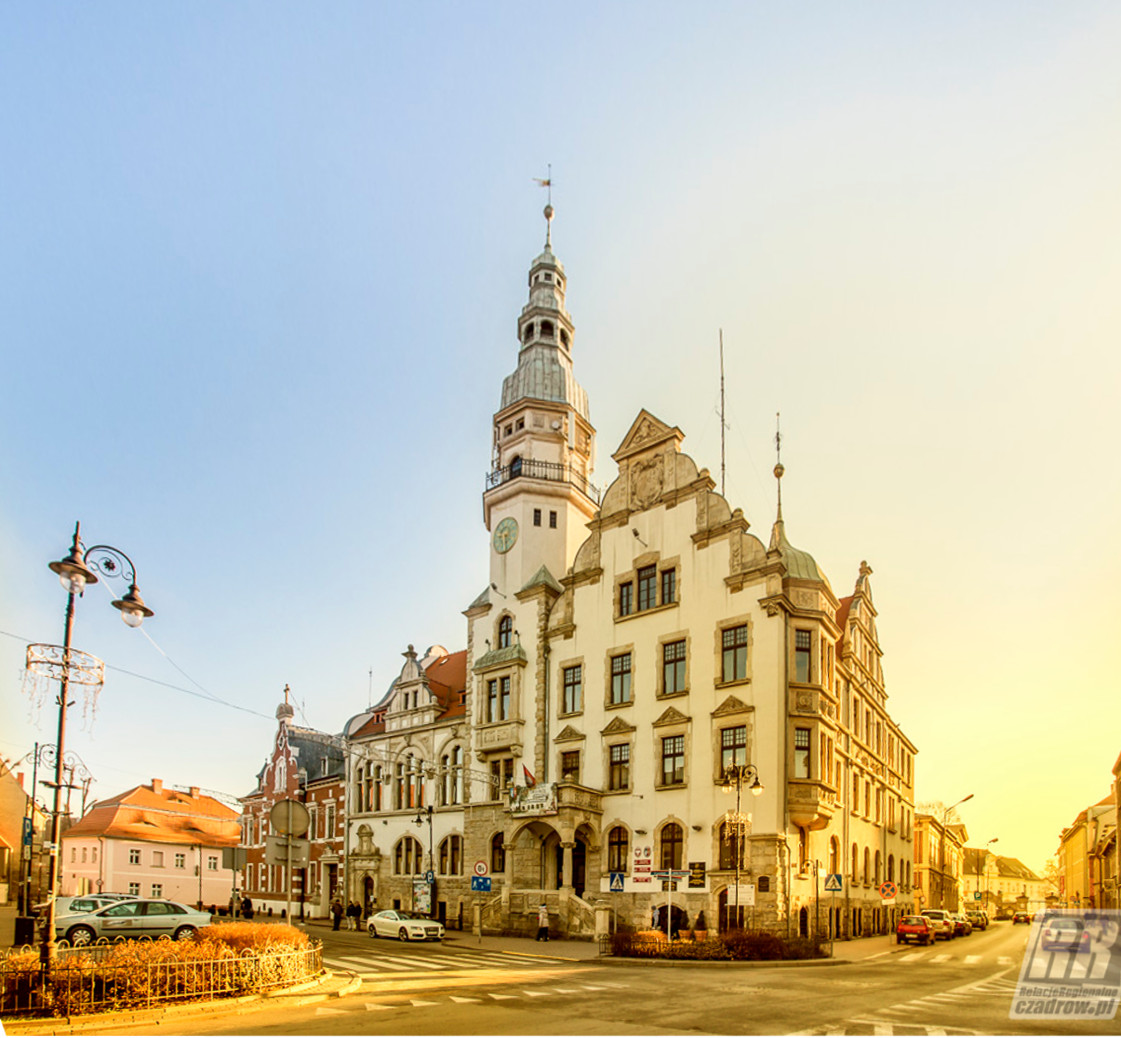
Ratusz w Kamiennej Górze
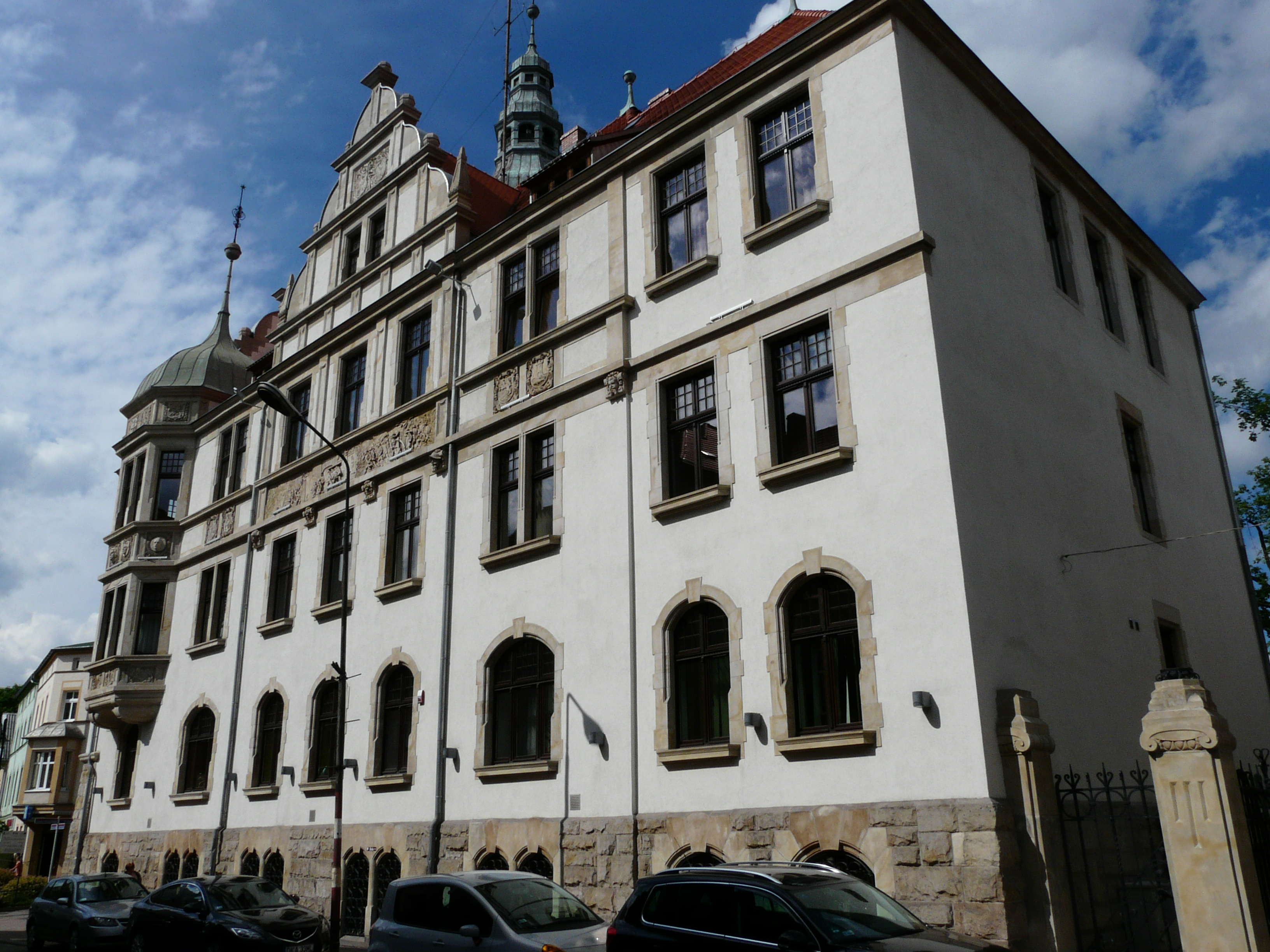
Ratusz widziany z Alei Wojska Polskiego

## Architektura
Ratusz wzniesiono w stylu neorenesansowym według projektu architektów Richarda Gaze oraz Alfreda Böttchera. 
Jego architektoniczna forma cechuje się monumentalnym charakterem i składa się z trzech organicznie przylegających do siebie części. Jest  to budowla wolnostojąca, przylegająca jedynie północnym bokiem do budynku plebanii. Ratusz jest budowlą dwuskrzydłową, o zmiennej liczbie kondygnacji (przeważają trzy kondygnacje), skrzydła są dwu- i trzytraktowe. Fasada zachodnia oraz południowa mają po osiem osi. 
Na południowej elewacji, nad drugą kondygnacją znajduje się ozdobny fryz, przedstawiający obronę Kamiennej Góry przed husytami. Po lewej stronie znajduje się dwukondygnacyjny wykusz, zwieńczony cebulastym hełmem. Ratusz posiada trzy portale, główne wejście prowadzi przez portyk podparty arkadami, unoszącymi taras z kamienną balustradą. Pozostałe portale znajdują się w narożnikach fasady. Wewnątrz ratusza jest trakt komunikacyjny z neogotyckimi sklepieniami. Budowla posiada bogate wyposażenie wnętrz, takie jak: witraże, polichromie, rzeźby, stropy kasetonowe i kominki. Jego architektura harmonijnie wpisuje się w krajobraz miasta, położonego u podnóża Karkonoszy, znanego z bogatej historii oraz licznych zabytków.

### Fasada południowa

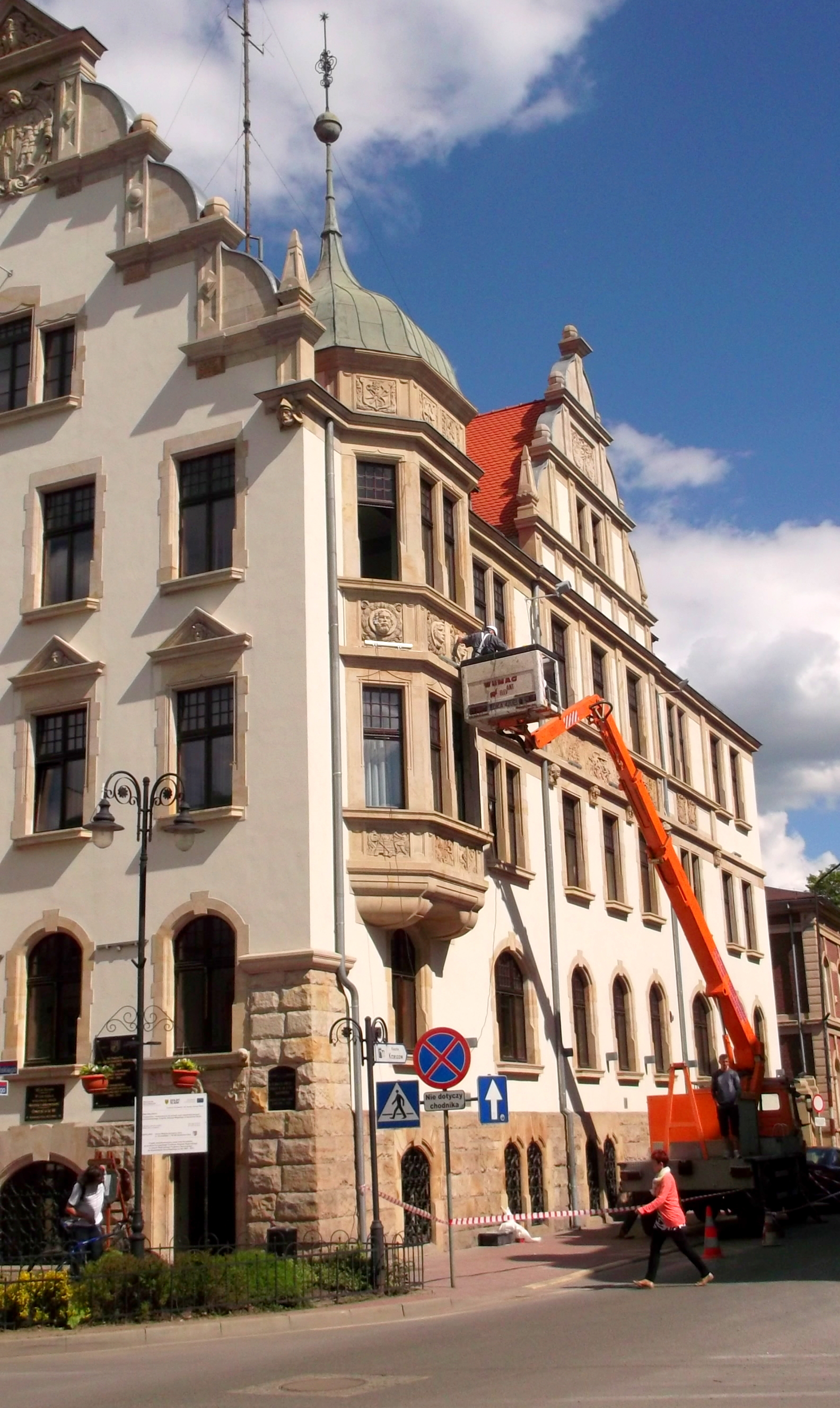
Fasada południowa z widocznym wykuszem

W południowo-zachodnim narożniku elewacji południowej, na wysokości pierwszego i drugiego piętra, znajduje się trójboczny wykusz przylegający do sali obrad magistratu. Zwieńczony jest czworobocznym hełmem z iglicą. Fryz wykusza zdobią płyciny z płaskorzeźbionymi godłami cechów rzemieślniczych – dekarzy i blacharzy.
Na wysokości pierwszego piętra pierwotnie umieszczono popiersia księcia Bolka I i księcia Bolka II, a także króla Fryderyka II oraz cesarza Wilhelma II, którzy byli związani z historią miasta. Rzeźby te zostały odtworzone podczas renowacji ratusza w 2012 roku.
Fasada południowa jest ośmioosiowa i zwieńczona dekoracyjnym, trójczłonowym szczytem flankowanym obeliskami. Nad drugą kondygnacją znajduje się wykonany z piaskowca fryz narracyjny przedstawiający obronę miasta podczas najazdu husytów 21 lipca 1426 roku:
In heroicam Urbis defensionem

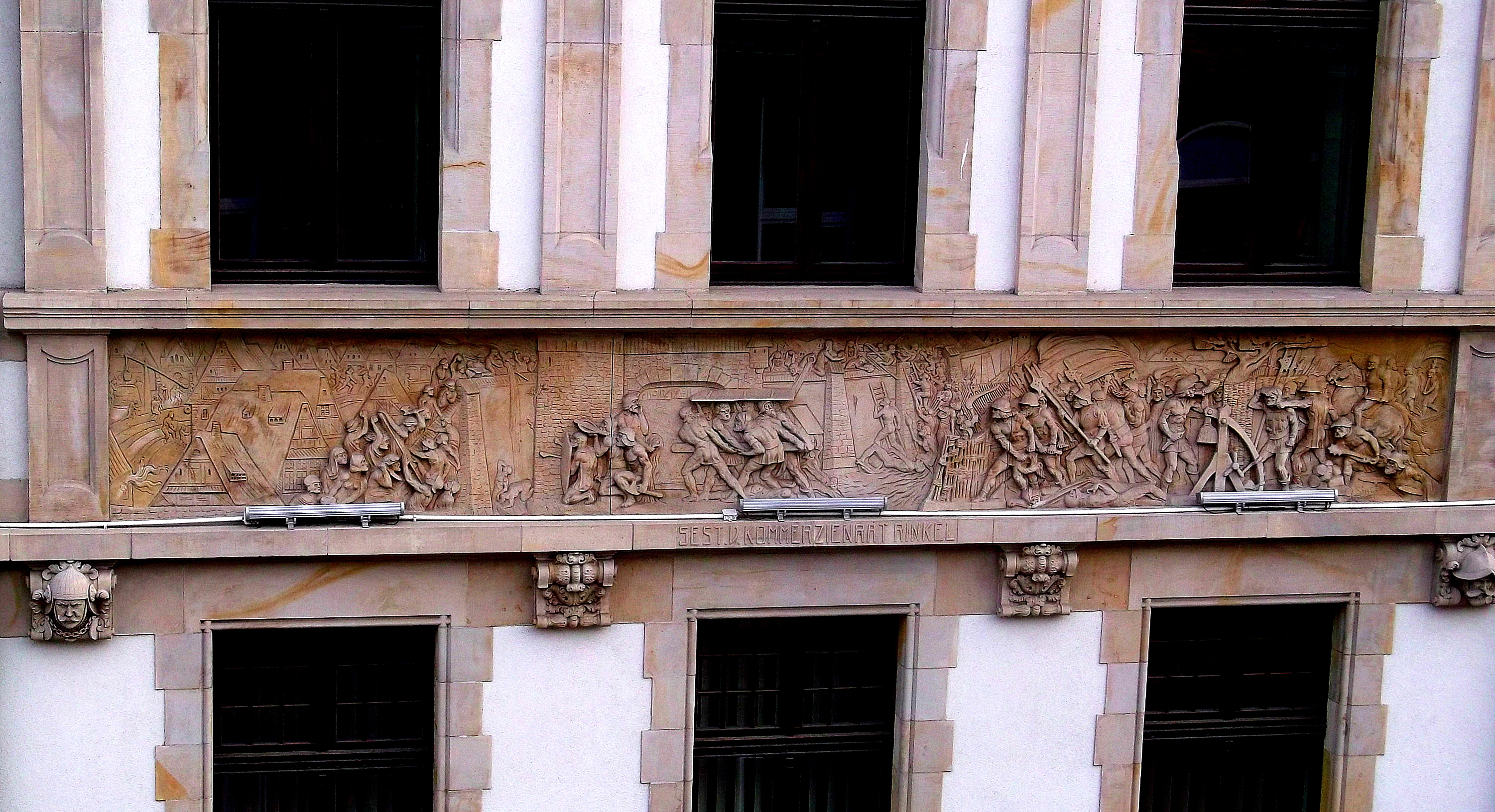

Husitas armis furibundos mascula pubes,

Foemineus flammas fexus abegit aquis.

Foemineo flammae focus hoc accenditur aestu

Conveniunt generi, nec minus arma viris.

Ostendit proprias armis pars utraque viribus, edat amor.
Fryz husytów został ufundowany przez królewskiego radcę handlowego i właściciela fabryki tekstylnej, Hermanna Rinkla. Jego wykonawcą był znany wrocławski rzeźbiarz Richard Schipke (1874–1932), który współpracował z architektami Gaze & Böttcher przy licznych projektach.
Po lewej stronie fryzu znajdują się herby Wrocławia – stolicy Prowincji Śląskiej – oraz Legnicy, będącej stolicą rejencji. Po prawej stronie umieszczono herby miast powiatu kamiennogórskiego: Lubawki i Chełmska Śląskiego.

### Fasada zachodnia
Zachodnia fasada ratusza jest ośmioosiowa. Korpus ratusza od strony zachodniej ma zróżnicowaną formę architektoniczną. Część przylegająca do wieży od strony północnej posiada trzy kondygnacje, natomiast część ratusza przylegająca do wieży od strony południowej jest czterokondygnacyjna. Elewacja zachodnia, po lewej stronie wieży, jest trzyosiowa, zwieńczona mniejszym, dwudzielnym trójkątnym szczytem. Trzy duże okna sali rajców zostały zwieńczone półkoliście i zakończone kotarowo. Nad tymi oknami, na pierwszym piętrze, znajdują się płaskorzeźby głów mężczyzn, symbolizujących różne stany społeczne reprezentantów władz miejskich: chłopa, rzemieślnika oraz kupca.
W polach między oknami sali rady miejskiej widoczne są motywy orła i sowy, które symbolizują wolność, odwagę oraz mądrość – cechy, którymi kierują się radni podejmując decyzje o przyszłości miasta. Centralne okno na wysokości zwieńczenia fasady jest flankowane pseudo-pilastrami z przedstawieniami ptaków jako wsporników – po lewej stronie orzeł, symbol władzy, niezależności i szlachetności, po prawej sowa, znak mądrości i roztropności. W narożnych polach zwieńczenia okna umieszczono alegoryczne postaci: po prawej stronie Sprawiedliwość na tle tarczy zegara, z dwu szalkową wagą i mieczem, po lewej stronie Sławę z płonącą pochodnią i księgą zawierającą nazwisko architekta „A [Architekt]: GAZE”. U stóp postaci widoczna jest sowa, symbol mądrości.
W zachodniej fasadzie ratusza umieszczono trzy portale. Okazały, monumentalny portal, sąsiadujący z budynkiem plebanii, prowadził do mieszkania burmistrza, które mieściło się na drugim piętrze. Główny portal, wyposażony w dwubiegowe schody, wyróżniał się loggią wspartą na kolumnach. W górnej części loggia była ozdobiona herbem miasta oraz głowami lwów, które pełniły rolę strażników władzy. Loggię nad głównym wejściem do ratusza wykonała firma Guido Simon. Natomiast Wiener, przedstawiciel zarządu miasta i kupiec, ufundował latarnię przy głównym wejściu do ratusza.
Mniejszy portal, znajdujący się po prawej stronie, prowadził do piwnicy ratuszowej. Płaskorzeźba nad tym wejściem przedstawiała króla Gambrinusa trzymającego kufel piwa oraz smoka, który strzegł klucza do skarbów piwnicy.
Główna część bryły ratusza, obejmująca 5., 6., 7. i 8. oś, zwieńczona była trójkątnym, trójdzielnym szczytem, wypełnionym kartuszem z tarczą herbu miasta. Tarcza jest przedzielona w słup i przedstawia stojącego rycerza z mieczem i tarczą, połowę bramy miejskiej oraz mur obronny z krenelażem. Za murem widoczne dwie wieże: wyższa wieża ratusza jest zwieńczona hełmem z gwiazdą, natomiast niższa wieża posiada hełm zakończony kulą. W trójkątnym naczółku wieńczącym szczyt elewacji znajduje się stylizowana głowa księcia Bolka I, założyciela miasta.
Nad oknami pierwszego piętra tej części fasady, nad oknami sali posiedzeń magistratu, widoczne są cztery płaskorzeźby głów męskich, które personifikowały różne typy charakteru. Symbolizowały one cztery temperamenty, wyodrębnione przez Hipokratesa i Galena: melancholika, choleryka, sangwinika oraz flegmatyka.

### Witraże i płaskorzeźby
Ratusz wyróżnia się bogatą dekoracją rzeźbiarską oraz wyjątkowymi witrażami, które należą do unikatowych dzieł sztuki w skali regionu. Płaskorzeźby wykonane z piaskowca oraz witraże, przedstawiające kluczowe wydarzenia z historii Kamiennej Góry, stanowią istotny element narracji historycznej miasta. Witraże, stworzone w renomowanej wrocławskiej pracowni, cechują się wysokim poziomem artystycznym, precyzją wykonania oraz dbałością o detale. Ich dydaktyczna funkcja sprawia, że stanowią nie tylko ozdobę ratusza, ale także ważne medium edukacyjne, umożliwiające zwiedzającym poznanie lokalnych dziejów.  
Trzy monumentalne witrażowe okna o wymiarach 280 cm x 330 cm umiejscowione zostały na zachodniej ścianie sali rajców. Witraże te, zaprojektowane przez Eduarda Kämpffera (1859–1934), profesora Szkoły Sztuk Pięknych we Wrocławiu, wykonano w 1905 roku w renomowanej pracowni Seilera we Wrocławiu. Przedstawiają one trzy istotne wydarzenia z historii miasta Kamienna Góra:
1. Odzyskanie miasta przez księcia Bolka II[19]
Scena przedstawia rycerzy księcia Bolka II, ukrytych w wozach z sianem, odbijających miasto zajęte przez rycerstwo czeskie króla Jana Luksemburskiego w 1348 roku. Po prawej stronie witraża umieszczono portret księcia Bolka I, natomiast po lewej – księcia Bolka II. W górnej części witraża, w medalionie, znajduje się inskrypcja gotycką czcionką: „Rückeroberung der Stadt der Herzog Bolko II” ("Odzyskanie miasta przez księcia Bolka II")[19].
2. Rozkwit handlu płótnem w Kamienna Góra w XVIII wieku
Witraż przedstawia dynamiczny rozwój handlu płótnem lnianym w Kamiennej Górze w XVIII wieku. W górnej części umieszczono medalion z gotycką inskrypcją: "Blüte des Leinhandels im 18. Jahrhundert" (Rozkwit handlu płótnem lnianym w XVIII wieku). Witraż zawiera także portrety fundatorów – właścicieli firmy Methner & Frahne. Kamienna Góra była jednym z najważniejszych ośrodków produkcji płótna lnianego na Śląsku i zyskała miano „Jerozolimy dla tkaczy” („Landeshut war eine Art gewerbliches Jerusalem für die Weber, als sich der Leinenhandel noch im Flor befand”). Handel lnianym płótnem przynosił znaczne dochody, a jego największy rozkwit nastąpił w drugiej połowie XVIII wieku. Wówczas w Kamiennej Górze narodziło się określenie „Geldarystokratie” (arystokracja pieniądza), wskazujące na dominującą pozycję kupców zajmujących się handlem płótnem („In Landeshut, der dritten Handelsstadt des Gebirgs, prädominirt die Geldarystokratie der Leinenkaufleute”).
3. Bitwa pod Kamienną Górą 23 czerwca 1760 roku
Witraż przedstawia pruskiego generała Ernst Heinrich August de la Motte Fouqué (1698–1774), który został wzięty do niewoli podczas bitwy pod Kamienną Górą 23 czerwca 1760 roku. Po lewej stronie umieszczono jego portret, a po prawej – wizerunek króla Fryderyka II. Postacie te odwzorowano na podstawie rysunków Adolpha Menzela (1815–1905). W górnej części witraża, w medalionie, znajduje się napis gotycką czcionką: „Gefangennahme Fouqués in der Schlacht bei Landeshut, 23. Juni 1760” (Pojmanie Fouqué w bitwie pod Kamienną Górą, 23 czerwca 1760 roku)[a][19].

Witraże w ratuszu stanowią cenny zabytek o wysokiej wartości artystycznej i historycznej. Ze względu na swoje imponujące rozmiary oraz wysoką jakość wykonania wzbudzają powszechne uznanie i nadają wnętrzu sali rajców reprezentacyjny charakter. Są one również istotnym elementem dziedzictwa kulturowego regionu oraz atrakcją turystyczną.

### Wieża

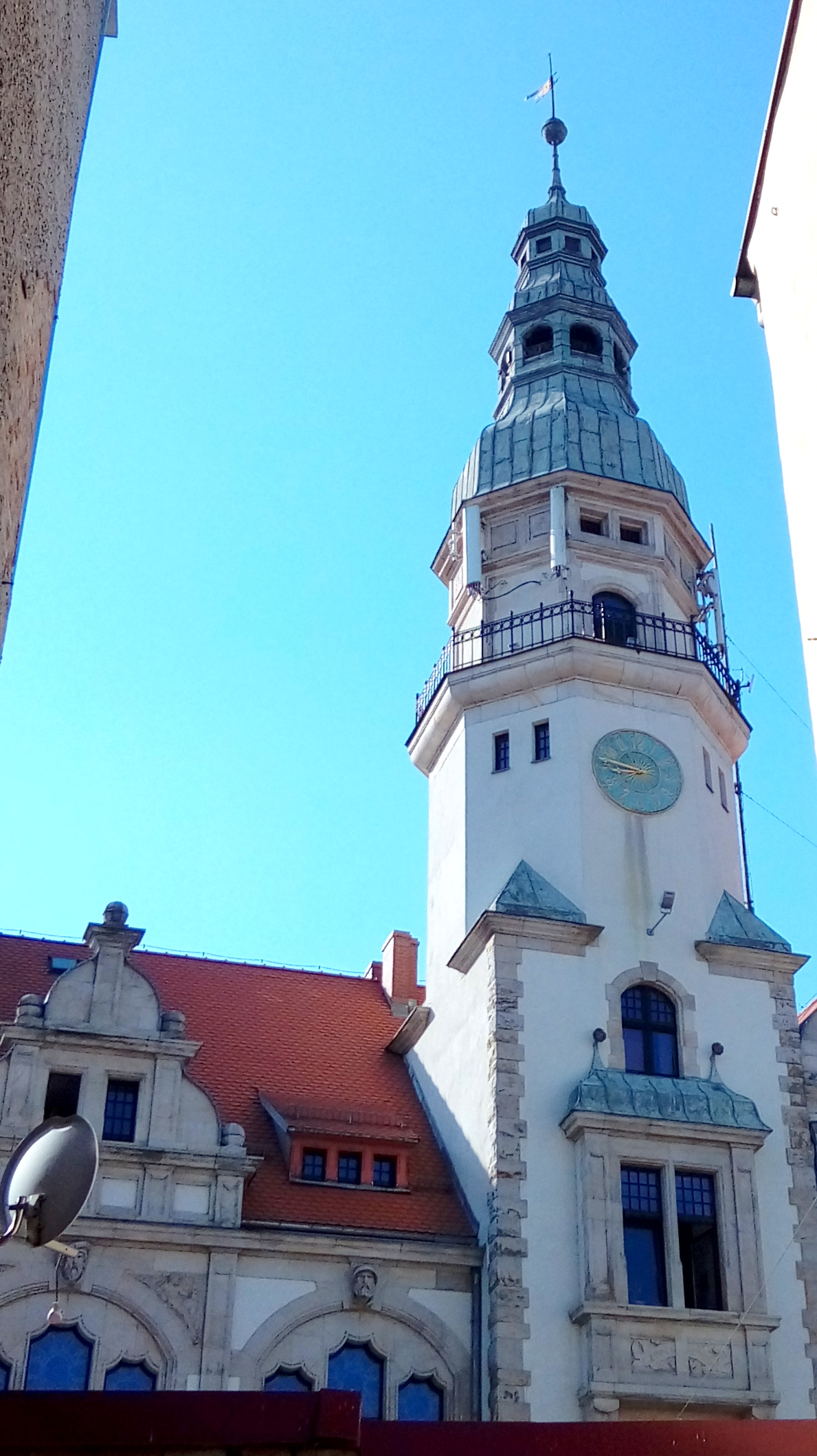
Wieża ratuszowa

Masywna wieża została zbudowana według wzoru wieży starego ratusza, która zawaliła się w 1831 roku. Została umieszczona asymetrycznie w zachodnim ryzalicie kompozycji fasady pomiędzy skrzydłami. Jest wzniesiona na planie kwadratu, tworząc prostopadłościan sięgający 2/3 wysokości korpusu. W niższych kondygnacjach na narożach rustykowana, osadzone okna parteru wyróżniają się półkolistym zwieńczeniem. Wyżej przechodzi w ośmioboczną konstrukcję z tarczami zegarowymi i galeryjką widokową. Ponad nimi jest dwupoziomowy hełm z podwójną latarnią i iglicą. Ma formę sześcioboku, z ażurowym prześwitem, zwieńczony jest gałką i wiatrowskazem. Galeryjkę widokową wykonał mistrz ślusarski Carl Renner z Wern w 1888 roku. 
Pod oknem płytkiego wykusza wieży, na banderoli, umieszczono daty budowy ratusza (1904-1905).

### Wnętrze
Wnętrze budynku, w tym sala rajców, odznacza się wyjątkową atmosferą, podkreślającą historyczne znaczenie obiektu. 
Za wystrój wnętrz odpowiadali rzemieślnicy z Wrocławia:
- Heinrich Hauswalt, Martin Kimbel i H. Kuveke – wykonali kasetonowe stropy, drewniane panele i meble[21],
- Gustav Haacke – dostarczył dywany[21],
- Kleinwächter, Opitz, Prautz, Schober i Schüller – wykonali stolarkę[21],
- Blasius i Blodau – zajęli się oszkleniami[21],
- Spółka Akcyjna Schäffer & Walcker z Berlina – zamontowała oświetlenie[21],
- Fabryka Heine z Wrocławia – ułożyła drewniane podłogi[21],
- Gebrüder Huber (Bracia Huber) z Wrocławia – wykonała ceramiczne płytki na podłodze[21],
- Sachse & Co z Halle – zainstalowała centralne ogrzewanie[21].

Prace ślusarskie, obejmujące okucia drzwi i okien, montaż piorunochronów, dzwonków, wewnętrznego domofonu oraz żelaznych schodów, wykonali Carl Renner i Werner. Roboty blacharskie przeprowadził Natisch.

#### Sala rajców
Najbardziej reprezentacyjnym pomieszczeniem w ratuszu była sala posiedzeń rady miejskiej, zlokalizowana na pierwszym piętrze. Wyróżniała się ciemnymi boazeriami oraz okazałym, drewnianym stropem kasetonowym, który został wyłożony kurdybanem – skórą zdobioną tłoczonymi ornamentami. Projekt tego wnętrza opracował Martin Kimbel.
Na środku dłuższej ściany sali rajców, po prawej stronie od wejścia, umieszczono imponujący kominek wykonany z piaskowca, ozdobiony herbem miasta. Jego realizację powierzono firmie Zeidler & Wimmel z Bolesławca. Fundatorem kominka był Felix Prerauer, właściciel fabryki obuwia oraz członek magistratu.
Pierwotnie na wąskiej ścianie, obok drzwi, znajdowało się popiersie cesarza wykonane z brązu, którego fundatorem był burmistrz Richard Burkhardt. Meble do sali rajców zaprojektował i wykonał Heinrich Hauswald z Wrocławia.
Dodatkowym elementem wyposażenia był srebrny dzwonek przeznaczony dla przewodniczącego rady miejskiej, którego fundatorem był Klahr, przedstawiciel zarządu miasta.

### Hall i klatka schodowa
Hall ratusza jest sklepiony, a jego ściany zdobi kolorowa polichromia o dużych, ornamentalnych wzorach, w których dominuje zieleń, przypominająca dekoracyjną tkaninę. Autorem polichromii, obejmującej pas od posadzki do wsporników, był Richard Heintze z Wrocławia, artysta specjalizujący się w malarstwie ściennym. 
Klatka schodowa wykonana została z piaskowca i prezentuje się okazale. Naprzeciw wejścia znajdują się monumentalne granitowe schody z ażurową balustradą z piaskowca, prowadzące na reprezentacyjne piętro. Po lewej stronie balustrady umieszczono figurę lwa trzymającego herb miasta, symbolizującego władzę, odwagę, niezależność i czujność. Po prawej stronie klatki schodowej, na półpiętrze, znajduje się imponujący witraż o motywach heraldycznych.

#### Witraż
W zwieńczeniu witraża umieszczono dębowe gałązki – symbol władzy, siły i sprawiedliwości – oraz dwie wiewiórki, będące alegorią zapobiegliwości i przedsiębiorczości. W centralnej części znajdują się:
- po lewej – herb Śląska,
- po prawej – godło Prus.

W dolnej części witraża widnieje niemieckojęzyczny napis: Geht Dir der Rat aus – gehe zum Rathaus. (pol. „Potrzebujesz rady? Idź do ratusza.”). W prawym dolnym rogu umieszczono herb Kamiennej Góry, a pierwotnie pod nim znajdowała się inskrypcja: „A. dom. 1905”. Fundatorem witraża był Hiersemenzel, projekt stworzył Eduard Kaempffer (1859–1934), a wykonaniem zajęła się wrocławska pracownia Seilera.

#### Tablica pamiątkowa
Na wysokości pierwszego piętra, na balustradzie klatki schodowej, umieszczono dużą tablicę z piaskowca, upamiętniającą budowę nowego ratusza w latach 1904–1905. Projekt ratusza stworzyli wrocławscy architekci Alfred Böttcher i Richard Gaze, a budową kierował Wilhelm Fische za czasów rządów króla pruskiego Wilhelma II, burmistrza Richarda Burkhardta oraz przewodniczącego rady Paula Methnera.

#### Obrazy i dekoracje
W ratuszu znajdowały się obrazy na deskach, przedstawiające księcia Bolka I i Bolka II. Ich ramy wykonał w 1910 roku rzeźbiarz Eduard Kallinich, natomiast konserwację przeprowadził w 1909 roku malarz Max Melzer z Görlitz na zlecenie burmistrza Burkhardta.

### Dach
Dachy ratusza zostały pokryte dachówką ceramiczną przez firmę Sturm z Gozdnicy. Zwieńczenie wieży zostało pokryte blachą miedzianą przez E. Lehmanna z Wrocławia, natomiast roboty blacharskie w ratuszu wykonał Natich.

### Organy
Organy zostały zainstalowane w ratuszu Kamiennej Góry dopiero w 1944 roku. Instrument posiadał trzy registratory, dwa manuały oraz 18 głosów, a łączna liczba piszczałek wynosiła 104, z najwyższymi o długości 3,20 metra. Kamienna Góra była pierwszym miastem na Śląsku, które zdecydowało się na zamówienie organów do ratusza. Zlecenie na budowę instrumentu zostało wydane przez kierownictwo NSDAP w 1943 roku. Organy zostały wykonane przez organmistrza Josefa Klossa z Karniowa z Czech (wówczas był to Jägerndorf w Okręgu Rzeszy Kraj Sudetów). Koszt budowy organów wyniósł początkowo 9790 marek, a kwota ta została podzielona na trzy raty: 3916, 2937 i 2937 marek. Ostateczny koszt wzrósł do 12 490 marek z powodu wzrostu wydatków. Z powodu obowiązujących przepisów w Prusach, dotyczących wykorzystywania metali, do budowy użyto metali niższej jakości.
Organy były zbudowane w latach 1943-1944 i zostały umieszczone w sali rady miejskiej. Prospekt organowy wykonano z ciemnobrązowego drewna, a piszczałki miały srebrzysty połysk. Instrument nadawał sali rady majestatyczny i monumentalny wygląd.
Uroczyste poświęcenie organów miało miejsce 25 maja 1944 roku, a koncert inauguracyjny wykonał Rudolf Finke, kantor i organmistrz z Frankfurtu, pochodzący z Kamiennej Góry. W ceremonii przewodniczył burmistrz Sendler.
Po II wojnie światowej, gdy ratusz stał się siedzibą polskiej administracji, organy zostały zdemontowane i usunięte z budynku. Do tej pory nie udało się ustalić dalszego losu instrumentu.

### Żelazny rycerz
Płaskorzeźba przedstawiająca żelaznego rycerza z Kamiennej Góry została ufundowana w celu upamiętnienia żołnierzy poległych w I wojnie światowej. Została odsłonięta w ratuszu 16 stycznia 1916 roku z inicjatywy cesarza Wilhelma II. Autorem dzieła był Hermann Riediger, rzeźbiarz z Görlitz. Na tablicy widniał napis: 
Der eiserne 

Landeshüter

Im grossen Weltkampf

1914+1916